# Комп'ютерне звітування
Комп'ютерне звітування — це використання комп'ютера для збору та аналізу даних, необхідних для написання новин.
Поширення комп'ютерів та Інтернету змінило спосіб роботи репортерів. Журналісти регулярно збирають інформацію в базах даних, аналізують публічні записи за допомогою електронних таблиць та статистичних програм, вивчають політичні та демографічні зміни за допомогою картографування географічної інформаційної системи, проводять інтерв'ю електронною поштою та проводять дослідження статей в Інтернеті.
Все це стало йменуватися комп'ютерним звітуванням. Ця робота безпосередньо пов'язана з аналітичною журналістикою, де використовуються методики суспільних наук та інших дисциплін.

## Історія та розвиток
Один з дослідників стверджує, що вік комп'ютерної звітності почався в 1952 році, коли телебачення CBS використовувало комп'ютер UNIVAC I для аналізу повернень після президентських виборів у США. Один з найдавніших прикладів був зафіксований у 1967 році, після заворушень у Детройті, коли Філіп Мейєр із газети "Детройт фрі прес" використовував комп'ютер з мейнфреймом щоб показати, що люди, які відвідували коледж, з однаковою ймовірністю могли здійснити заворушення, як і випускники середньої школи.
Починаючи з 1950-х, комп'ютерні системи розвинулися до того ступеню, що бази даних стали центральними в роботі журналіста до 1980-х. У своїй книзі виданій в 1969 році Філіп Мейєр стверджує, що журналіст повинен використовувати бази даних та опитування, які обраховуються комп'ютером. У виданні 2002 року він іде ще далі і заявляє, що «журналіст повинен бути менеджером бази даних».
2001 року комп'ютери досягли критичної маси в американських новинних кімнатах з точки зору загального використання комп'ютерів, онлайн-досліджень, неспеціалізованого пошуку вмісту та щоденної частоти використання в Інтернеті, що свідчить про те, що комп'ютерне звітування стало поширеним на всій території Сполучених Штатів Америки.

## Інструменти та прийоми
Методи поступово комп'ютерного звітування розширилися від опитування до використання комп'ютера для аналізу величезних обсягів записів. Першим прикладом журналіста, що використував комп'ютер для аналізу, можливо, став Кларенс Джонс з «Маямі Геральд», який у 1969 році працював над закономірностями в системі кримінальної юстиції.
Іншими помітними особами були:
- Девід Бернхем з Нью-Йорк Таймс, який у 1972 році використовував комп'ютер, щоб викрити розбіжності в рівнях злочинності, про які повідомляла поліція;
- Елліот Джаспін з журналу «Провіденс», який у 1986 році відповідав базам даних, щоб викрити водіїв шкільних автобусів із поганою історією водіння та судимістьми;
- Білл Дедман з журналу «Атланта», який отримав Пулітцерівську премію за своє розслідування «Колір грошей» 1988 року, яке стосувалося дискримінації кредитування та переоформлення іпотек в чорних кварталах із середнім рівнем доходу.

## Професійні організації
За останні 15 років такі журналістські організації, як Національний інститут комп'ютерної звітності (NICAR, програма журналістів-розслідувачів та редакторів та Данський міжнародний центр аналітичної звітності (DICAR)), були створені виключно для сприяння використанню засобів комп'ютерного звітування в новинах. Багато інших організацій, такі як Товариство професійних журналістів, Канадська асоціація журналістів та Університет в Галіфаксі, Нова Шотландія, пропонують навчання або семінари з ЦАР. Журналісти також створили списки розсилки для обміну ідеями, включаючи NICAR-L, CARR-L та JAGIS-L.